# Kerk van Saint-Maclou
De Kerk van Saint-Maclou (Frans: L'église Saint-Maclou) is een rooms-katholieke kerk in de Franse stad Rouen. De kerk is gebouwd in flamboyantgotische stijl.

## Architectuur
De bouw van de Saint-Maclou begon enige tijd na 1435 en was gereed in 1521. Een bestaande Romaanse kerk moest worden vervangen nadat door achterstallig onderhoud het dak van het transept was ingestort. Ter vervanging ontwierp Pierre Robin een kerk in basiliekstijl met vier kapellen rond een achthoekig priesterkoor. Het transept steekt niet uit en heeft kruispijlers die de vieringtoren erboven ondersteunen. Het koor is nogal groot vergeleken met de rest en heeft twee traveeën en vier kapellen die toegankelijk zijn vanaf de kooromgang. De nadruk bij de ruimtelijke indeling ligt op het transept dat is gesitueerd halfweg het koor en het middenschip. De Saint-Maclou heeft de klassieke drie niveaus van arcade, triforium en lichtbeuk. De torenspits heeft een hoogte van 83 meter. De beroemde westelijke gevel heeft geen toren maar vijf portieken met puntgevels en luchtbogen, die zijn bevestigd aan de westelijke muur waarin zich een roosvenster bevindt.

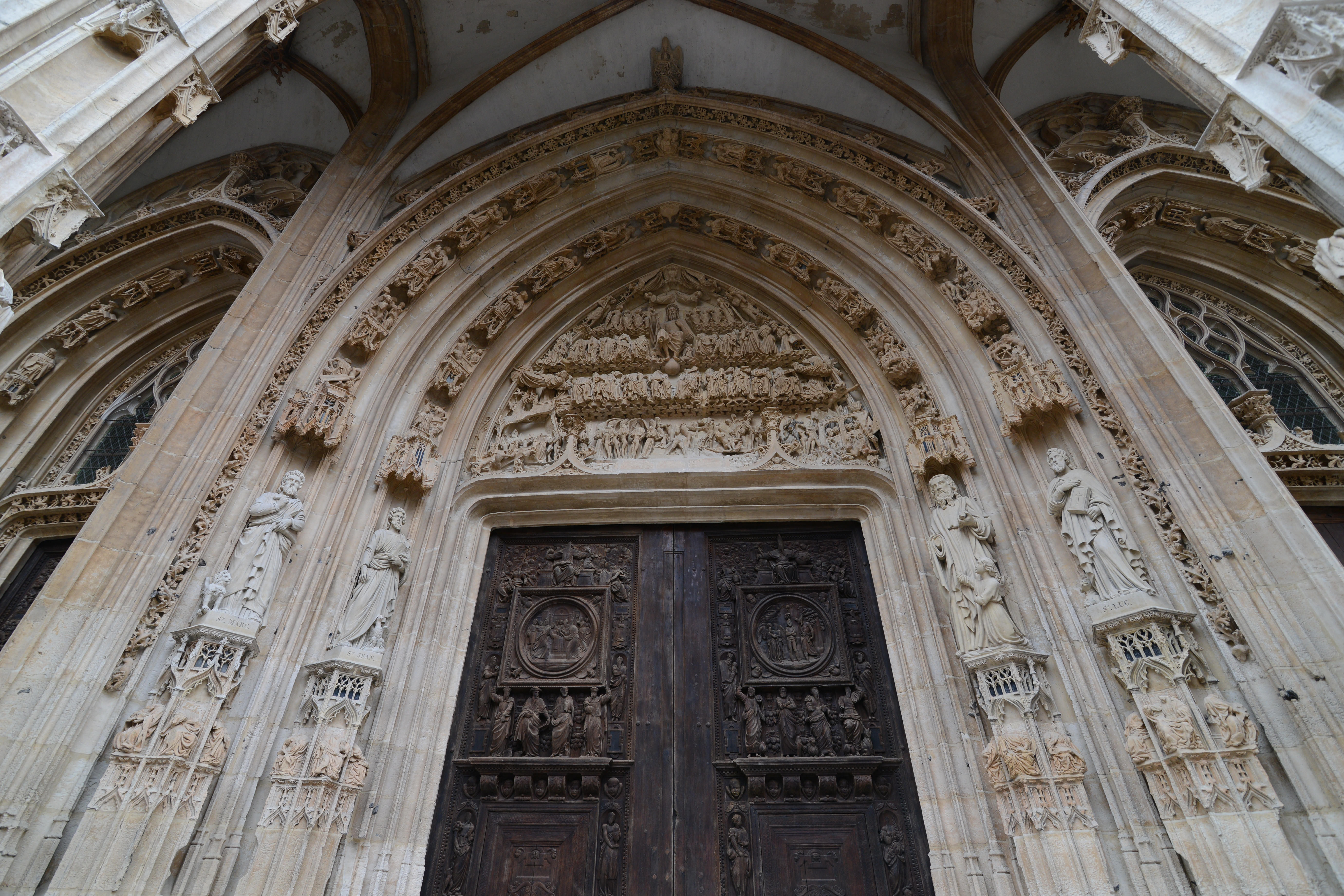
Hoofdingang, deuren met houtsnijwerk, timpaan met Christusfiguur

De kerk van Saint-Maclou werd gebouwd in de 16e eeuw tijdens de overgang van de late Gotische periode naar de Renaissance. Het timpaan werd in deze tijd doorgaans gevuld met een sculptuur van een scène met betrekking tot hemel en hel. Het timpaan boven de hoofdingang van deze kerk toont Christus met mensen rondom hem, degenen rechts van hem op weg naar de hemel, degenen links op weg naar de hel. Deze boodschap was tijdens de gotiek bedoeld om angst en emotie teweeg te brengen. De Saint-Maclou heeft, zoals de meeste gotische kerken, veel standbeelden aan de buitenzijde. Ze hebben echter veel te lijden gehad van de Hugenotenoorlogen, weersinvloeden en vervuiling. Veel beelden die binnen stonden, verdwenen tijdens de Franse revolutie. De houten meubilering en de 18e-eeuwse decoraties van de kapellen bleven toen meest behouden, maar werden vernield bij geallieerde bombardementen in 1944. De kerk werd gedeeltelijk beschadigd door twee bommen. De buitendeuren met houtsnijwerk en het orgel, beide uit de tijd van de renaissance, werden tijdens de Franse revolutie en de Tweede Wereldoorlog niet beschadigd.

## Beschermheren
De beschermheren van de Saint-Maclou kwamen uit de welvarende koopmansklasse, die in de 14e en 15e eeuw een grote economische en sociale vooruitgang hadden gekend. De familie Dufour was het meest betrokken bij de herbouw van de kerk. De beschermheren waren verantwoordelijk voor het selecteren van de hoofdontwerper, Pierre Robin, en deels voor de algehele stijl van de kerk. De Dufours en andere weldoeners worden genoemd als oorzaken van de gelijkenissen tussen de Saint-Maclou en de Kathedraal van Rouen.

## Afbeeldingen

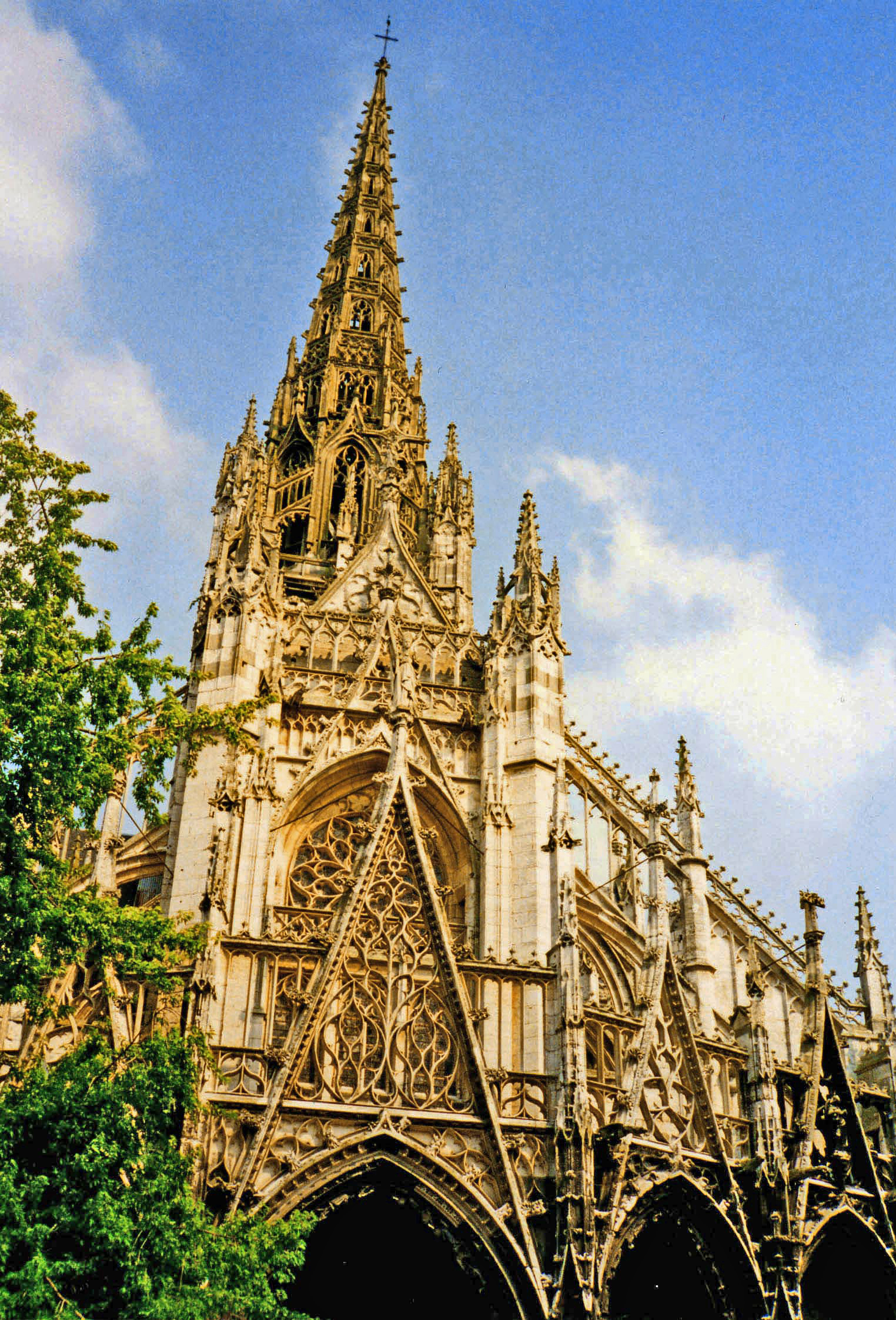
Westgevel en portieken
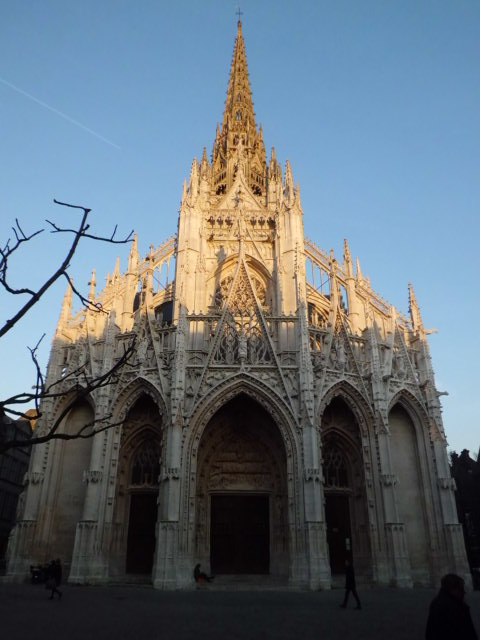
Westzijde na schoonmaak in 2014
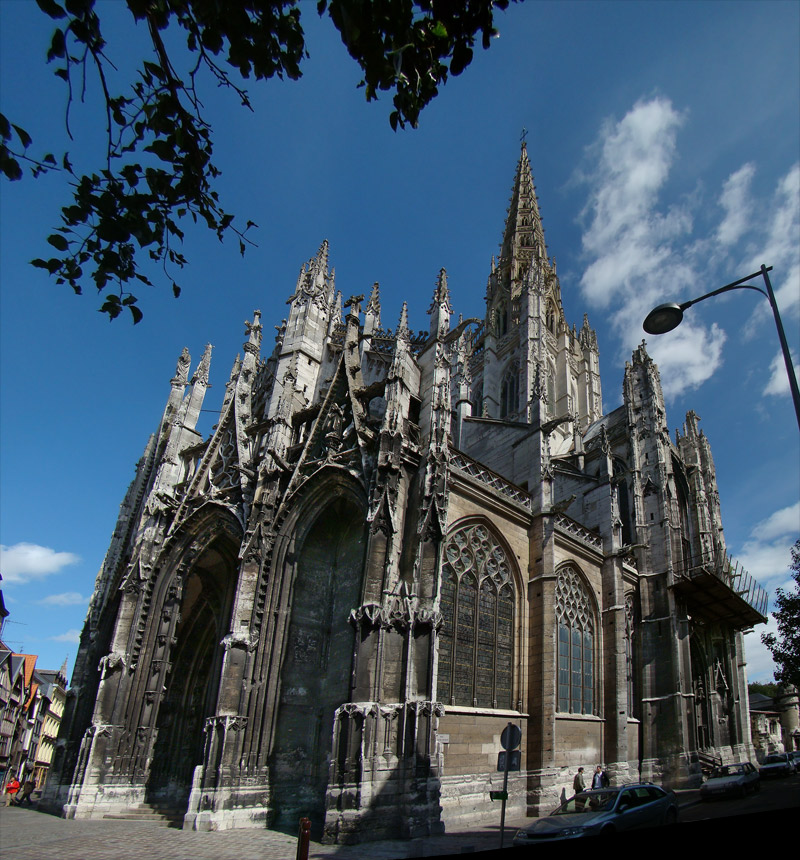
Zicht vanuit het zuidwesten
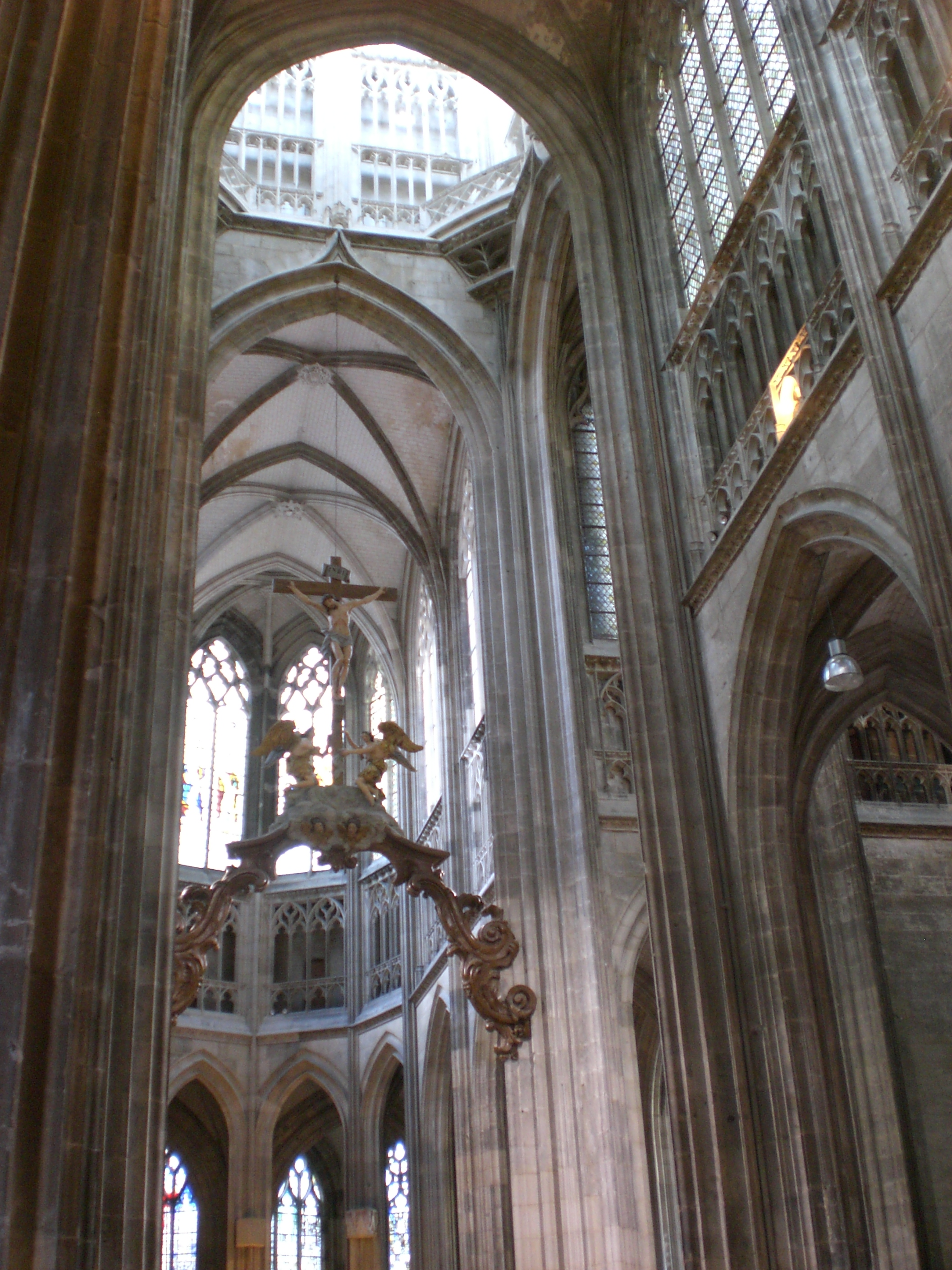
Zicht op het kruis richting oost
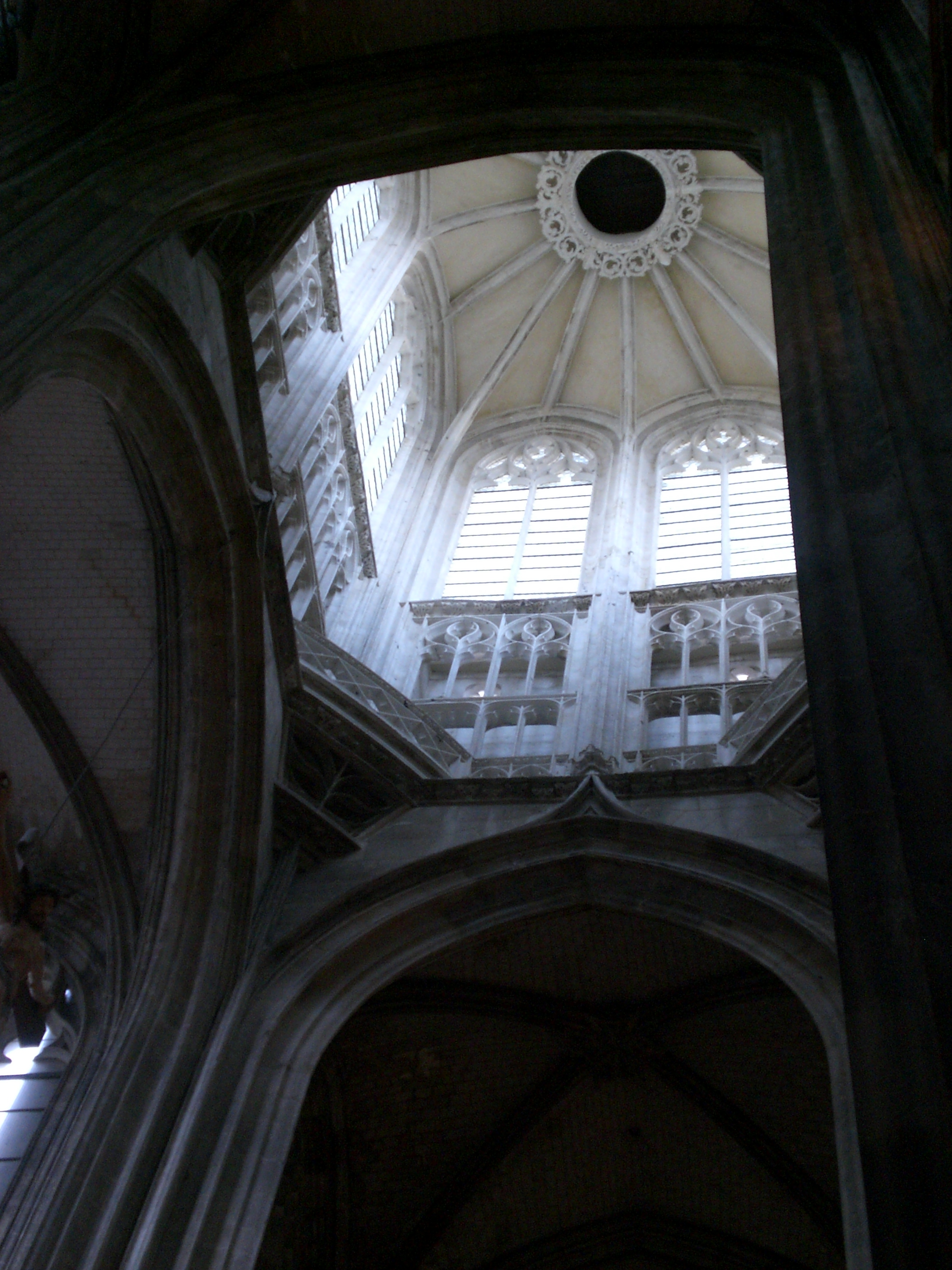
Zicht op de vieringtoren
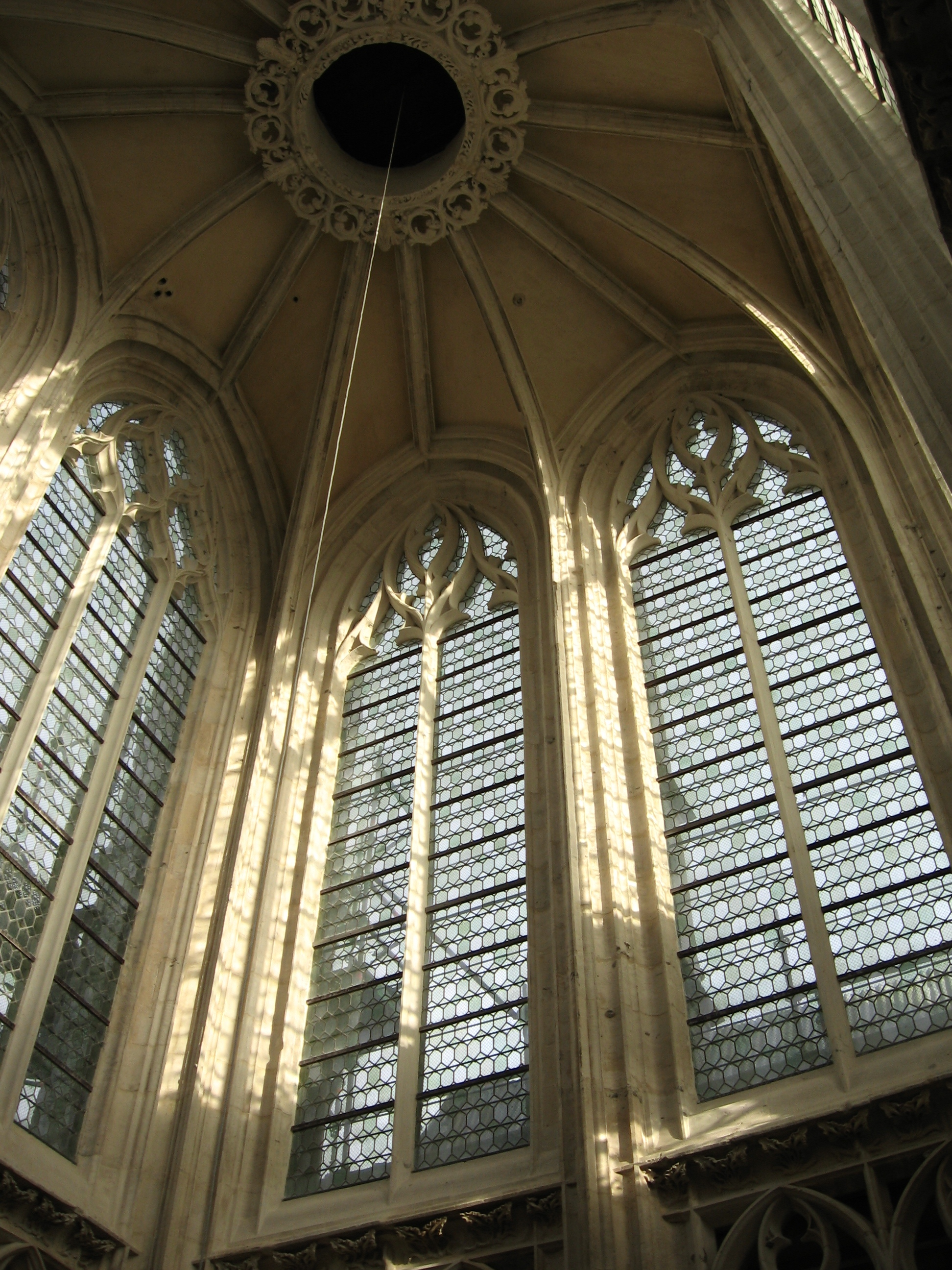
Vieringtoren